# La Pellerine (Maine-et-Loire)
La Pellerine település Franciaországban, Maine-et-Loire megyében. Lakosainak száma 137 fő (2022. január 1.). La Pellerine Noyant-Villages községgel határos.

## Népesség
A település népességének változása:
| Lakosok száma | 226  | 156  | 143  | 154  | 158  | 151  | 139  | 132  | 129  | 137  |
|               | 1968 | 1982 | 1990 | 2006 | 2013 | 2015 | 2017 | 2019 | 2020 | 2022 |